# Peyres-Possens
Peyres-Possens est une ancienne commune suisse du canton de Vaud. Ses deux villages sont cités dès 1200 et 1230. La commune fait partie du district de Moudon entre 1798 et 2007, puis du district du Gros-de-Vaud. Elle fait partie de la commune de Montanaire depuis le 1er janvier 2013. Peyres-Possens se situe dans la région du Gros-de-Vaud, au bord de la Mentue.

## Géographie
Jusqu'à sa dissolution, la commune faisait partie du district de Moudon. Depuis le 1er janvier 2008, elle fait partie du nouveau district du Gros-de-Vaud. Elle avait des frontières communes avec Boulens, Chapelle-sur-Moudon, Fey, Jorat-Menthue et Montilliez.
Peyres-Possens se trouve à l'extrême nord de la région du Gros-de-Vaud. Partant de sa frontière ouest formée par la Mentue qui a taillé au fil des siècles une profonde vallée dans la molasse, la commune s'étendait vers l'est sur le plateau de Plan Champ plateau et la terrasse de Peyres-Possens. Au sud-est, à la hauteur des Grands Champs, qui se terminent ensuite en forte pente boisée rejoignant la Mentue, se situait le point culminant de la commune avec 793 mètres d'altitude. 
La commune, l'une des plus petites du canton, se composait des deux hameaux de Peyres et Possens ainsi que de la Roserette, située entre les deux.

### Héraldique
Les armes de la commune de Peyres-Possens se blasonnaient ainsi :
D'argent à la tour de gueules mouvant d'une fasce abaissé du même, le tout crénelé et maçonné de sable. En 1927, la commune a repris les armoiries de Dommartin, dont elle faisait partie du mandement au Moyen Âge, en inversant les couleurs.

## Histoire
Peyres est mentionné en 1200 sous le nom de Pairi, Possens en 1230 sous le nom de Pussens. Au Moyen Âge, ces deux villages dépendent de la châtellenie de Dommartin, qui appartient au chapitre de la cathédrale de Lausanne. À l'époque bernoise, de 1536 à 1798, ils dépendent du mandement de Dommartin, qui fait partie du bailliage de Lausanne. La commune fait ensuite partie du district de Moudon entre 1798 et 2007, puis du district du Gros-de-Vaud depuis 2008. Une fabrique de tuiles et de briques y existe depuis 1857 et la société de laiterie est fondée en 1883. La commune fusionne le 1er janvier 2013 avec celles de Chaneaz, Chapelle-sur-Moudon, Correvon, Denezy, Martherenges, Neyruz-sur-Moudon, Saint-Cierges et Thierrens pour former la nouvelle commune de Montanaire.

## Patrimoine bâti
Située dans le hameau de Peyres, une maison datée 1794, marquée des initiales « IP * Iq » (sans doute Jean-Pierre Jaquier) séparées au centre par une étoile, est dite carrée en 1837. Elle appartient alors à Jean-Abraham Jaquier. Elle n'est plus habitée depuis 1927 environ et sert de dépôt. En 1837, Jean-Abraham Jaquier est propriétaire également de la ferme voisine, dont la partie rurale date de 1753 et dont la partie habitation a été reconstruite ou ajoutée en 1885 selon la date figurant sur le linteau de la porte d'entrée.
Une ancienne tuilerie, exploitée dès 1857 environ, fait partie des rares établissements préindustriels encore existants.
Un ancien grenier en bois, provenant de Corserey a été remonté à Peyres-Possens.

## Démographie
Selon l'Office fédéral de la statistique, Peyres-Possens possède 158 habitants en 2010. Sa densité de population atteint 82 hab./km².
En 2000, la population de Peyres-Possens est composée de 67 hommes (46,9 %) et 76 femmes (53,1 %). Il y a 115 personnes suisses (89,1 %) et 14 personnes étrangères (10,9 %). La langue la plus parlée est le français, avec 116 personnes (89,9 %). La deuxième langue est l'allemand (6 ou 4,7 %). Sur le plan religieux, la communauté protestante est la plus importante avec 69 personnes (53,5 %), suivie des catholiques (26 ou 20,2 %). 13 personnes (10,1 %) n'ont aucune appartenance religieuse.
La population de Peyres-Possens est de 164 habitants en 1850, puis de 134 habitants en 188. Le nombre d'habitants remonte à 167 en 1900 avant de descendre à 110 en 1941. Il monte à 147 en 1960, puis descend à 107 en 1980 avant de remonter et d'atteindre 157 en 2010. Le graphique suivant résume l'évolution de la population de Peyres-Possens entre 1850 et 2010 :

## Politique
Lors des élections fédérales suisses de 2011, la commune a voté à 34,97 % pour l'Union démocratique du centre. Les deux partis suivants furent le Parti socialiste suisse avec 16,17 % des suffrages et le Parti libéral-radical avec 15,03 %.
Lors des élections cantonales au Grand Conseil de mars 2011, les habitants de la commune ont voté pour l'Union démocratique du centre à 48,04 %, le Parti socialiste à 16,67 %, le Parti libéral-radical à 13,07 %, l'Alliance du centre à 11,76 % et les Verts à 10,46 %.
Sur le plan communal, Peyres-Possens était dirigé par une municipalité formée de 5 membres et dirigée par un syndic pour l'exécutif et un Conseil général dirigé par un président et secondé par un secrétaire pour le législatif.	

## Économie
Jusque dans la seconde moitié du XXe siècle, l'économie locale était principalement tournée vers l'agriculture, l'arboriculture fruitière et l'élevage qui, de nos jours encore, représentent une part importante des emplois locaux. Depuis 1944, sur le Plan Champ au nord de Possens, une usine de briques est exploitée par la maison Morandi SA de Corcelles-près-Payerne. Dans les dernières décennies, de nombreuses zones résidentielles ont été construites pour des personnes travaillant dans les villes de la région.

## Transports
Au niveau des transports en commun, Peyres-Possens fait partie de la communauté tarifaire vaudoise Mobilis. Le bus CarPostal reliant Échallens à Thierrens s'arrête dans la commune. La localité est également desservie par les bus sur appel Publicar, qui sont aussi un service de CarPostal.

## Sources
- (de) Cet article est partiellement ou en totalité issu de l’article de Wikipédia en allemand intitulé « Peyres-Possens » (voir la liste des auteurs).